# Luis de Quintanar
José Luis de Quintanar Soto y Ruiz (San Juan del Río, estados de Querétaro 22 de Dezembro de 1772 - Cidade do México, 16 de Novembro de 1837) foi um militar e político mexicano. 
Militar de carreira, aderiu ao Exército Trigarante após a proclamação do plano de Iguala em 1821, juntamente com o seu grande amigo pessoal e então subordinado Anastasio Bustamante.  Em 1829 integrou o triunvirato presidencial ao lado de Pedro Vélez e Lucas Alamán. 